# Keyport (Washington)
Keyport az Amerikai Egyesült Államok északnyugati részén, Washington állam Kitsap megyéjében elhelyezkedő statisztikai település. A 2010. évi népszámlálási adatok alapján 554 lakosa van.
A település névadója a New Jersey-ben fekvő Keyport.
Keyportban működik a haditengerészet egyik bázisa. A United States Naval Undersea Museumban a tengeralattjárókkal és a hajózással kapcsolatos kiállítások láthatóak.

## Éghajlat
A település éghajlata mediterrán (a Köppen-skála szerint Csb).
| Hónap                         | Jan.  | Feb.  | Már. | Ápr. | Máj. | Jún. | Júl. | Aug. | Szep. | Okt. | Nov.  | Dec.  | Év    |
| ----------------------------- | ----- | ----- | ---- | ---- | ---- | ---- | ---- | ---- | ----- | ---- | ----- | ----- | ----- |
| Rekord max. hőmérséklet (°C)  | 17,8  | 21,7  | 27,2 | 32,2 | 33,3 | 36,7 | 37,2 | 38,3 | 37,2  | 30,0 | 23,3  | 22,8  | 38,3  |
| Átlagos max. hőmérséklet (°C) | 8,3   | 9,4   | 12,2 | 15,0 | 18,3 | 21,1 | 24,4 | 25,0 | 21,7  | 15,6 | 10,6  | 7,2   | 15,8  |
| Átlagos min. hőmérséklet (°C) | 2,2   | 1,7   | 3,3  | 5,0  | 7,8  | 10,6 | 12,2 | 12,8 | 10,0  | 6,7  | 3,9   | 1,1   | 6,5   |
| Rekord min. hőmérséklet (°C)  | −10,6 | −11,1 | −7,2 | −8,9 | −2,8 | 2,8  | 3,9  | 2,2  | −1,1  | −2,8 | −12,2 | −13,9 | −13,9 |
| Átl. csapadékmennyiség (mm)   | 226   | 158   | 151  | 91   | 62   | 43   | 22   | 26   | 39    | 124  | 239   | 256   | 1437  |
| Forrás: The Weather Channel   |       |       |      |      |      |      |      |      |       |      |       |       |       |

## Fordítás
Ez a szócikk részben vagy egészben  a   Keyport, Washington című angol Wikipédia-szócikk ezen változatának fordításán alapul.  Az eredeti cikk szerkesztőit annak laptörténete sorolja fel. Ez a jelzés csupán a megfogalmazás eredetét és a szerzői jogokat jelzi, nem szolgál a cikkben szereplő információk forrásmegjelöléseként.